# 藤原忠頼
藤原 忠頼（ふじわら の ただより、生年不詳 - 康治2年12月13日（1144年1月19日））は、平安時代後期の貴族。藤原北家御堂流、大納言・藤原能実の子。官位は正四位下・右近衛中将。

## 経歴
白河院政期末の大治2年（1127年）左近衛少将に任ぜられる。鳥羽院政期に入ると大治5年（1130年）右近衛少将に遷るが、その後は長承4年（1135年）までに従四位下、保延3年（1137年）従四位上、保延6年（1140年）右近衛中将、康治元年（1142年）正四位下と近衛次将を務めながら昇進を重ねた。またこの間、伊予介・近江介と地方官も兼ねている。
康治2年（1143年）12月13日卒去。

## 官歴
- 大治2年（1127年） 12月27日：左近衛少将[1]
- 大治5年（1130年） 正月6日：見五位[1]。4月3日：右近衛少将[1]
- 長承4年（1135年） 正月26日：兼伊予介[2]。2月17日：見従四位下[1]
- 保延3年（1137年） 正月5日：従四位上[1]
- 保延5年（1139年） 正月24日：止介[2]
- 保延6年（1140年） 4月3日?：右近衛中将[2]
- 康治元年（1142年） 11月14日：正四位下（大嘗会悠紀国司）、見近江介[3]
- 康治2年（1143年） 正月27日：兼近江介[3]。12月13日：卒去[3]

## 系譜
『尊卑分脈』による。
- 父：藤原能実
- 母：藤原祐家の娘
- 妻：清和院斎宮女房
  - 男子：藤原定国
- 生母不詳の子女
  - 男子：能雲
  - 男子：忠円
  - 男子：良宴